# Kalkite
Kalkite är en ort i Australien. Den ligger i kommunen Snowy River och delstaten New South Wales, i den sydöstra delen av landet, omkring 360 kilometer sydväst om delstatshuvudstaden Sydney. Orten hade 294 invånare år 2021. Den ligger vid sjön Lake Jindabyne.